# منشأة غالي منصور
قرية منشأة غالي منصور هي إحدى القرى التابعة لمركز ههيا في محافظة الشرقية في جمهورية مصر العربية. حسب إحصاءات سنة 2006، بلغ إجمالي السكان في منشأة غالي منصور 1568 نسمة، منهم 845 رجل و723 امرأة.